# Трембачев (Равський повіт)
Трембачев (пол. Trębaczew) — село в Польщі, у гміні Садковиці Равського повіту Лодзинського воєводства.
Населення — 544 особи (2011).
У 1975—1998 роках село належало до Скерневицького воєводства.

## Демографія
Демографічна структура станом на 31 березня 2011 року:
|          | Загалом | Допрацездатний вік | Працездатний вік | Постпрацездатний вік |
| -------- | ------- | ------------------ | ---------------- | -------------------- |
| Чоловіки | 272     | 51                 | 184              | 37                   |
| Жінки    | 272     | 55                 | 149              | 68                   |
| Разом    | 544     | 106                | 333              | 105                  |